# دادگاه (فیلم)
دادگاه (انگلیسی: Court) فیلمی هندی در سبک درام و محصول سال ۲۰۱۵ میلادی است.